# Lago Zorkul
O lago Zorkul (ou Sir-i-kol) é um lago na cordilheira Pamir, dividido entre Afeganistão e Tajiquistão. Estende-se de este a oeste cerca de 25 km. A fronteira afegano-tajique passa pelo lago, de leste a oeste, seguindo para sul até ao pico Concord (5469 m de altitude), a cerca de 15 km a sul do lago. A metade norte do lago é do Tajiquistão. O único efluente do lago é o rio Pamir, para oeste, que depois segue a definir a fronteira afegano-tajique. O rio Pamir faz parte do curso superior do rio Amu Dária ou rio Oxo.
O lago estava dantes no território do Mir de Wakhan, mas o lago e o rio foram fixados como fronteira entre Rússia e Afeganistão por acordo entre russos e britânicos em 1895. No extremo oriental do lago há um pequeno assentamento, Qarabolaq.
Embora haja uma provável referência ao lago na narração de Marco Polo, o primeiro europeu que comprovadamente visitou o lago foi um funcionário naval britânico, John Wood em 1838. Ao Sir-i-kol os britânicos chamaram  Lago Victoria de Pamir, embora Wood se tenha negado a designá-lo assim.
O lago Zorkul foi declarado sítio Ramsar em 18 de julho de 2001.